# Aphanizomenon flos-aquae
Aphanizomenon flos-aquae — вид ціанобактерій, поширений у солонуватих і прісних водоймах. Його знаходять у всьому світі, зокрема у Балтійському морі та Великих озерах.

## Екологія
Aphanizomenon flos-aquae можуть утворювати щільні поверхневі агрегати (відомі як «ціанобактеріальні цвітіння») у прісних водоймах. Такі цвітіння зазвичай трапляються в місцях із високим вмістом поживних речовин.

## Токсичність

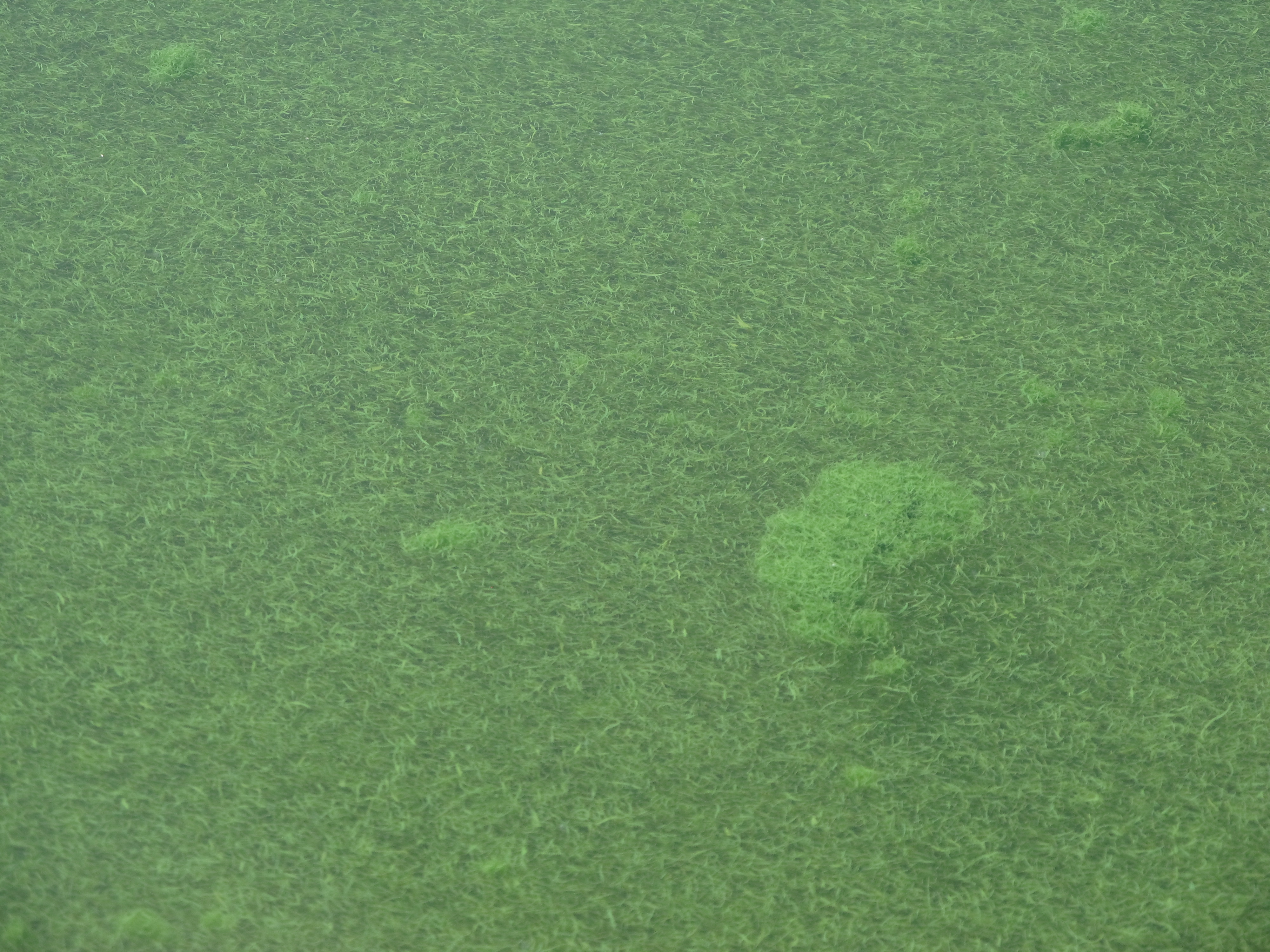
Цвітіння Aphanizomenon flos-aquae на озері Верхній Кламат, штат Орегон

Хоча існують нетоксичні форми Aphanizomenon flos-aquae, більшість є токсичними, і містять гепато- та нейроендотоксини.
Більшість ціанобактерій (включно з Aphanizomenon) продукують бета-метиламіно-L-аланін (BMAA), нейротоксична амінокислота, що пов'язана з бічним аміотрофічним склерозом/ паркінсонізмом.
Про токсичність Aphanizomenon flos-aquae повідомляли в Канаді, Німеччині та Китаї.
Aphanizomenon flos-aqua є джерелом ендотоксинів, токсичних хімічних речовин, що виділяються при загибелі клітин. Потрапляючи в організм ссавців, вони можуть пошкодити печінку та нервові тканини. На думкуВсесвітньої організації охорони здоров'я токсичні водорості в районах, де якість води не контролюється належним чином, можуть становити небезпеку для здоров'я внаслідок продукції анатоксину-а, сакситоксинів та циліндроспермопсину. Є повідомлення, що собаки можуть захворіти або померти після купання в річках та озерах з токсичним A. flos-aquae.
При дослідженні продуктів з A. flos-aquae, що походить з озера Кламат, було виявлено, що усі 16 зразків продуктів містили мікроцистин, при цьому 10 з 16 зразків його концентація перевищувала безпечну. Ці продукти продаються в якості харчових добавок у Німеччині та Швейцарії. Професор Даніель Дітріх попереджає, що дітям не бажано вживати продукти з A. flos-aquae, оскільки діти через нижчу масу тіла, вони більш вразливі до токсичних ефектів, і тривалий прийом може призвести до накопичення токсинів.

## Медичні дослідження
Канадське дослідження, що вивчало вплив A. flos-aquae на імунну та ендокринну системи, а також на загальну фізіологію крові, виявило, що вживання його в їжу має значний вплив на природних кілерів. A. flos-aquae викликав перехід 40 % циркулюючих NKC з крові в тканини.